# William de Warenne, II conde de Surrey

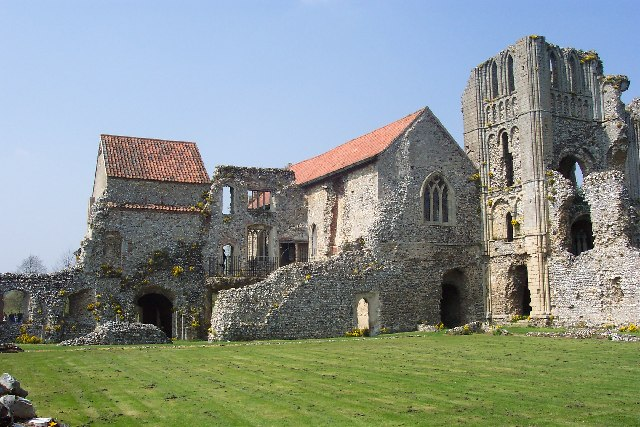
Castle Acre Priory, Norfolk

William de Warenne, II conde de Surrey (m. 11 de mayo de 1138) era hijo de William de Warenne, I conde de Surrey y su primera esposa Gundred. Se habla de él más a menudo como Conde Warenne o Conde de Warenne que como Conde de Surrey.

## Vida
Su padre, el I conde, era uno de los hombres de mayor confianza del Conquistador y a su muerte en 1088, era el 3.º o 4.º magnate más de Inglaterra. En 1088 William heredó las tierras de su padre en Inglaterra y sus propiedades en Normandía, incluyendo los castillos de Mortemer y Bellencombre en Alta Normandía. Pero William II no estaba tan dispuesto a servir al rey como su padre. En enero de 1091, William apoyó a Hugo de Grandmesnil en su defensa de Courcy contra las fuerzas de Robert de Bellême y el duque Roberto de Normandía. En 1093 intentó casrse con Matilda (o Edith), hija de rey Malcolm III de Escocia. Ella se casó en su lugar con Enrique I de Inglaterra, lo que pudo ser la causa de la enemistad entre ambos en los años siguientes.
Cuando Robert Curthose, el duque de Normandía invadió Inglaterra 1101 William se le unió. Pero cuando Curthose se rindió a Enrique I, William perdió sus tierras y títulos ingleses y se exilió a Normandía. Se quejó a Curthose de que había realizado un gran esfuerzo por él y que por esa causa había perdido todas sus posesiones en Inglaterra. El regreso de Curthose a Inglaterra en 1103 estuvo motivado aparentemente para convencer su hermano, el rey, para que devolviera el condado a William. Tuvo éxito en su propósito, aunque Curthose tuvo que renunciar a la pensión anual de 3000 marcos que venía recibiendo tras la invasión de 1101 invasión, tras lo que William recuperó tierras y títulos.
Para asegurar la lealtad de William, Enrique consideró casarle con una de sus muchas hijas ilegítimas. El arzobispo Anselmo de Canterbury prohibió el matrimonio basándose en que ambos estaban emparentados. William fue uno de los comandantes que lucharon junto a Enrique (contra Robert Curthose) en la Batalla de Tinchebray en 1106. Después, una vez demostrada su lealtad, adquirió un puesto destacado en la corte .
En 1110, el hijo de Curthose, Guillermo Clito huyó junto con Helias de Saint-Saens, y después Warenne recibió las tierras confiscadas a Saint-Saens, muy cercanas a sus posesiones en Alta Normandía. De este modo Enrique I aseguró aún más su lealtad, ya que el regreso de Clito significaría la pérdida de los nuevos territorios para Warenne. William luchó junto a Enrique en Bremule en 1119 y estuvo presente en el lecho de muerte del rey en 1135. Después de las muerte del rey, estallaron disturbios en Normandía y William fue enviado a guardar Rouen y Pays de Caux.
William hizo numerosas donaciones, mencionadas en diplomas emitidos entre 1130 y 1138 a Longueville  cerca de Rouen, Normandía y a Bellencombre (también cerca de Rouen) en 1135. Sus hijos y su mujer fueron testigos de muchos de estos documentos.
La muerte de William es testimoniada el 11 de mayo de 1138 en el Priorato de Lewes y fue enterrado a los pies de su padre en la Sala capitular del monasterio. Su mujer, la condesa Elizabeth, le sobrevivió, falleciendo antes de julio de 1147.

## Familia
En 1118, William finalmente adquirió la novia de sangre real que deseaba al casarse con Elizabeth de Vermandois, hija de Hugo I de Vermandois y nieta de Enrique I de Francia, así como viuda de Robert de Beaumont, conde de Leicester.
Tuvieron tres hijos y dos hijas:
- William de Warenne, III conde de Surrey[17][18]
- Reginald de Warenne, que heredó las propiedades de su padre en la Alta Normandía, incluyendo los castillos de Bellencombre y Morteme. Reginald fue uno de los enemigos del Arzobispo Thomas Becket en 1170.
- Ralph de Warenne[19]
- Gundred de Warenne, esposa de  Roger de Beaumont, conde de Warwick, y de William de Lancaster, Señor de Kendal, y es recordada por expulsar a la guarnición de Esteban I del castillo de Warwick.[20]
- Ada de Warenne, esposa de Enrique de Escocia, conde de Huntingdon, y madre de dos reyes escoceses.[21] Hizo grandes donacionesl al priorato de Lewes.[22]